# Asiccia
Asiccia é um gênero de traça pertencente à família Arctiidae.